# Rajkovac, Topola
Rajkovac (izvirno srbsko Рајковац) je naselje v Srbiji, ki upravno spada pod Občino Topola; slednja pa je del Šumadijskega upravnega okraja.

## Demografija
V naselju živi 158 polnoletnih prebivalcev, pri čemer je njihova povprečna starost 43,5 let (42,1 pri moških in 44,9 pri ženskah). Naselje ima 50 gospodinjstev, pri čemer je povprečno število članov na gospodinjstvo 3,78.
To naselje je, glede na rezultate popisa iz leta 2002, večinoma srbsko, a v času zadnjih treh popisov je opazno zmanjšanje števila prebivalcev.
|  |

| Demografija | Demografija     | Demografija     |
| Leto        | Št. prebivalcev | Št. prebivalcev |
| ----------- | --------------- | --------------- |
|             |                 |                 |
|             |                 |                 |
|             |                 |                 |
|             |                 |                 |
| 1948        | 386             |                 |
| 1953        | 388             |                 |
| 1961        | 338             |                 |
| 1971        | 302             |                 |
| 1981        | 264             |                 |
| 1991        | 250             | 240             |
| 2002        | 189             | 189             |
|             |                 |                 |

| Etnična sestava po popisu iz leta 2002 | Etnična sestava po popisu iz leta 2002 | Etnična sestava po popisu iz leta 2002 | Etnična sestava po popisu iz leta 2002 | Etnična sestava po popisu iz leta 2002 |
| -------------------------------------- | -------------------------------------- | -------------------------------------- | -------------------------------------- | -------------------------------------- |
| Srbi                                   | Srbi                                   |                                        | 188                                    | 99,47%                                 |
| Neznano                                | Neznano                                |                                        | 1                                      | 0,52%                                  |